# Plectranthias megalepis
Plectranthias megalepis là một loài cá biển thuộc chi Plectranthias trong họ Cá mú. Loài này được mô tả lần đầu tiên vào năm 1880.

## Phân bố và môi trường sống
P. megalepis có phạm vi phân bố nhỏ hẹp ở vùng biển Tây Thái Bình Dương. Các mẫu vật của loài này được tìm thấy ở ngoài khơi quần đảo Kai (Indonesia) và biển Arafura, với độ sâu được tìm thấy trong khoảng 236 m. Mẫu vật ở biển Arafura được tìm thấy ở vùng đáy biển là bùn xanh.

## Mô tả
Mẫu vật có chiều dài cơ thể lớn nhất dùng để mô tả P. megalepis có kích thước khoảng 6,2 cm. Màu sắc của mẫu vật đã được ngâm rượu: trắng nhạt với các đốm đen nhỏ ở đầu và sau gáy. Có 6 đốm đen nổi bật dọc theo gốc vây lưng; hai đốm đen nhỏ, mờ hơn ở rìa trên cuống đuôi và hai đốm đen lớn ở thân trên; các vây có màu trắng. Mẫu vật khi còn sống có màu hồng với những đốm đen dọc theo lưng. Đuôi cụt.
Số gai ở vây lưng: 10 (gai thứ 4 hoặc 5 thường dài nhất); Số tia vây mềm ở vây lưng: 15; Số gai ở vây hậu môn: 3; Số tia vây mềm ở vây hậu môn: 7; Số tia vây mềm ở vây ngực: 13; Số tia vây mềm ở vây đuôi: 15; Số vảy đường bên: 29.